# Santa Maria Maddalena delle Convertite

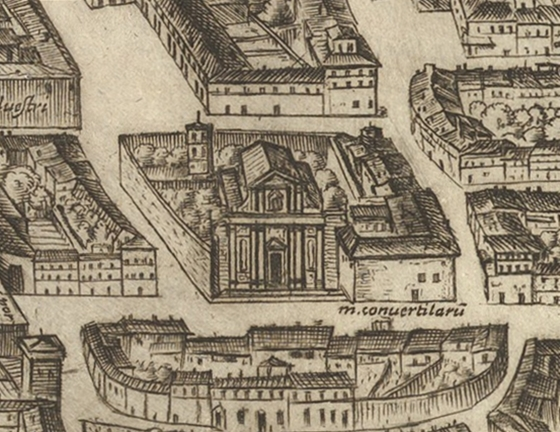
Vista do complexo do convento no mapa de Antonio Tempesta (1593).

Santa Maria Maddalena delle Convertite era uma igreja de Roma localizada na altura do número 180 da Via del Corso, onde hoje está o Palazzo Marignoli, no rione Colonna. Era dedicada a Santa Maria Madalena.

## História

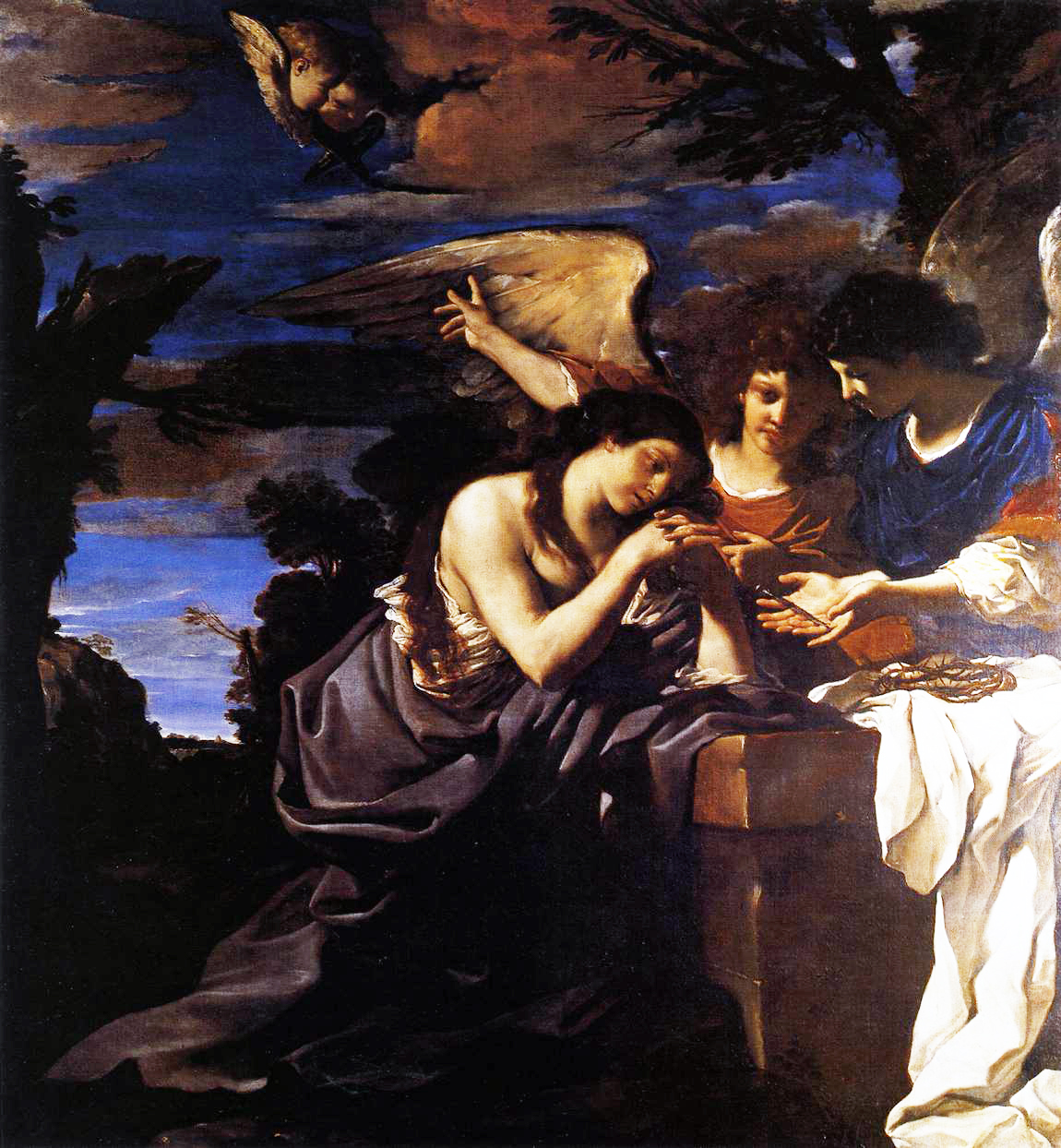
"Madalena Arrependida", hoje nos Museus Vaticanos, por muitos anos a peça-de-altar da igreja.

Esta era originalmente uma igreja paroquial medieval conhecida como Santa Lucia della Colonna ou Sancta Lucia de Confinio, mencionada pela primeira vez nas fontes em 1228 e provavelmente pelo menos 200 anos mais antiga do que isto. Mariano Armellini, por exemplo, faz referência a uma citação a ela na biografia do papa Honório II (r. 1124-1130), mas, segundo Christian Hülsen, trata-se de um engano e a igreja citada seria Santa Lucia in Selci. O ponto ainda é disputado.
Em 1520, o papa Leão X a entregou a uma confraternidade conhecida como Compagnia della Carità para que ali fosse fundado um convento para prostitutas convertidas (as convertite), conhecido como Convento delle Convertite. A prostituição sempre foi tolerada nos anos do governo papal em Roma e o interesse maior sempre foi o de tentar fazer com que elas abandonassem o ofício (geralmente ignorando a questão do motivo pelo qual tantas o escolhiam em primeiro lugar). Uma alternativa óbvia era a vida religiosa, mas quase sempre os conventos requeriam um dote ou a virgindade da proponente (ou ambos). Por conta disto fazia sentido a criação de instituições específicas para ex-prostitutas. Nesta época a dedicação da igreja foi alterada de Santa Lúcia para Santa Maria Madalena.
As freiras seguiam a Regra de Santo Agostinho e eram conhecidas como Sorelle della Penitenza. As primeiras irmãs da comunidade não eram ex-prostitutas e vieram da igreja de Santa Marta al Collegio Romano. Lá, Santo Inácio de Loyola, no começo do século, havia fundado uma pequena irmandade para evitar que mulheres casadas da cidade complementassem sua renda com prostituição. Porém, a iniciativa foi um fracasso total, pois as chamadas malmaritane sabiam exatamente o que queriam, mas de qualquer forma as irmãs estavam idealmente qualificadas para prover ao novo convento um núcleo inicial e não teriam ilusões sobre a empreitada na qual estavam embarcando. O projeto foi um enorme sucesso.
A igreja foi reconstruída para o novo mosteiro em 1585 por Carlo Maderno, mas todo o complexo teve que ser completamente restaurado depois de um incêndio em 1617. O arquiteto escolhido foi Martino Longhi, o Jovem, e o maior patrocinador foi dona Olimpia Aldobrandini. Depois de séculos de funcionamento, o convento foi fechado pelas forças francesas de ocupação logo depois de sua chegada em 1798. O terreno acabou sendo utilizado para construir o Palazzo Marignoli em 1878, mas não é claro se os franceses chegaram a demolir a igreja ou se ela acabou sendo convertida para uso profano nesse ínterim.

## Descrição

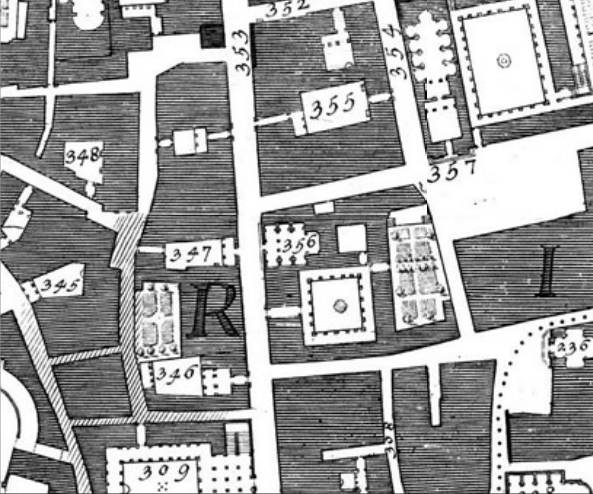
Neste detalhe do Mapa de Nolli (1748), a igreja está marcada no número 356. O quarteirão todo hoje está ocupado pelo Palazzo Marignoli.

A igreja ficava do lado sul da esquina da Via del Corso com a Via delle Convertite, cujo nome preserva a memória do convento. Quando o Palazzo Marignoli foi construído a Comuna de Roma aproveitou a oportunidade para alargar a Via del Corso recuando a linha da fachada, que originalmente estava alinhada à dos edifícios do lado leste da via um pouco mais ao norte da esquina. Por conta disto, a maior parte do espaço ocupado pela igreja está hoje embaixo da rua.
O complexo era um convento grande e de muito prestígio, que ocupava todo um quarteirão limitado pela Via del Corso, a Via delle Convertite, a Via San Claudia e a Piazza di San Silvestro. Alas do convento ocupavam três lados do quarteirão e o quarto, para o leste (para a piazza), abrigava o jardim das freiras. A entrada principal ficava na Via del Corso, ao sul da igreja, e dava acesso a um claustro quadrado com arcadas dos quatro lados e uma fonte no centro. Para o norte dele, a leste da igreja, ficava um outro pátio menor.
O presbitério da igreja tinha uma planta quase quadrada e estava separado da nave, de planta retangular, por arco triunfal. Dois pilares de cada lado dividiam-na em três baias e duas corredores, mas estes últimos estavam subdivididos em três capelas laterais cada por paredes divisórias. Além disto, a primeira baia da nave estava separada do resto da igreja por uma grade. As freiras eram mantidas em clausura estrita e esta área atrás da grade provavelmente era a única acessível ao público em geral.

### Fachada

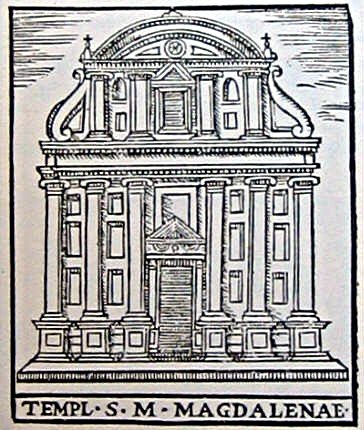
Fachada da igreja numa gravura de Girolamo Francino (1588).

A fachada de Carlo Maderno tinha um design com dois andares, o primeiro com seis pilastras jônicos apoiando um entablamento com dentículos tanto na arquitrave quanto na cornija. Estas pilastras estava assentadas sobre altos plintos, cada um com um painel quadrado recuado. Três painéis retangulares ocupavam o espaço entre as pilastras e a única entrada tinha um frontão triangular elevado.
O segundo andar representava, na planta interior, apenas o espaço da nave. Ele tinha cerca de metade da altura do primeira e contava com quatro pilares jônicos atarracados sustentando um frontão segmentado com duas arquivoltas com dentículos, uma no interior da outra. O tímpano tinha um óculo. Havia ainda uma janela central retangular com seu próprio frontão triangular e, entre cada par de pilastras, havia dois painéis recuados, um de topo curvo sobre um outro de topo retangular. Este piso estava flanqueado por um par de volutas duplas gigantes.

### Interior
Esta igreja era famosa por sua peça-de-altar, "Madalena Arrependida" de Guercino, que atualmente está nos Museus Vaticanos e mostra a santa se lamentando sobre um dos pregos utilizados na crucificação que um anjo está lhe mostrando. A obra ficava numa capela lateral, mas foi movida para o altar-mor em meados do século XVIII.
A peça-de-altar anterior era a uma "Assunção de Maria" de Il Morazzone, que aparentemente acabou decorando a primeira capela da esquerda. Ele foi também o responsável pelo "Martírio de Santa Lúcia" e pela "Adoração dos Magos", ambas na abside. A primeira capela na direita  tinha uma "Crucificação" de Giacinto Brandi, que também era responsável pela peça da capela vizinha do mesmo lado. Na terceira capela estava "Nossa Senhora com Santos" da escola de Giulio Romano. As outras duas capelas do lado esquerdo tinham uma obra de Sigismondo Rosa e uma série de Vespasiano Strada retratando a "Natividade", a "Visitação" e a "Fuga para o Egito".